# Římskokatolická farnost Horní Planá
Římskokatolická farnost Horní Planá je územním společenstvím římských katolíků v rámci českokrumlovského vikariátu českobudějovické diecéze.

## O farnosti

### Historie
Zakladateli Horní Plané byli cisterciáčtí mniši ze Zlaté Koruny, první písemná zpráva o plebánii v místě je z roku 1349. Farní kostel sv. Markéty je v jádru gotická stavba ze 2. poloviny 13. století. V roce 1670 začaly být vedeny farní matriky a v roce 1895 byla farnost povýšena na děkanství. Dnes je opět "pouze" farností. V letech 1857–1952 existoval samostatný Hornoplanský vikariát, dnes patří Horní Planá do vikariátu Českokrumlovského.
Na vrchu Dobrá Voda nad Horní Planou se nachází barokní poutní kostelík Panny Marie Bolestné. Na jeho místě je doložena kaple již v roce 1384. Současná podoba kostelíka pochází z let 1777–1779. Slavnostní vysvěcení kostelíka proběhlo 17. října 1779 a světitelem byl českokrumlovský prelát Gfellner. V letech 1993–1997 byl kostelík renovován.

#### Přehled duchovních správců
- 1759-1793 R.D. Anton Georg Josef Kitzhofer (farář)
- 1870-1891 R.D. Bohumír Fuchs (farář)
- 1941-1945 D. Cajetan Lang, O.Praem. (farář)
- 2002–2010 D. Mgr. Quirin Ján Barník, O.Praem. (administrátor)
- 2010–2015 D. Mgr. Ivan Marek Záleha, O.Praem. (administrátor ex currendo ze Světlíku)
- 2015 (duben–srpen) J. M. can. Václav Pícha, JC.D. (administrátor ex currendo ze Českého Krumlova)
- od 1. září 2015 R.D. Mgr. Ing. Jan Špaček, dr. h. c. (administrátor)

### Současnost
Do roku 2010 měla farnost sídelního duchovního správce, poté byla administrována ex currendo z nedaleké farnosti Světlík. Od roku 2015 má opět sídelního kněze, který je zároveň ex currendo administrátorem ve farnostech Černá v Pošumaví, Dolní Vltavice, Frymburk, Hodňov, Světlík a Zvonková.
| Kostel                      | Místo                  | Bohoslužba           | Bohoslužba           | Poznámka          |
| --------------------------- | ---------------------- | -------------------- | -------------------- | ----------------- |
| Kostel sv. Markéty          | Horní Planá            | neděle čtvrtek       | 8.00 17.00           | farní kostel      |
| Kostel Panny Marie Bolestné | Horní Planá-Dobrá Voda | příležitostně, poutě | příležitostně, poutě | poutní kostel     |
| Oratorium                   | Horní Planá            | pátek                | 14.00                | v Domově důchodců |